# Chez Loulou
Chez Loulou est une boulangerie de Saint-Gilles les Bains, une station balnéaire de la commune de Saint-Paul, sur l'île de La Réunion.
Situé à l'angle de la rue principale de la station et de celle qui mène à la plage des Roches Noires, l'établissement est aujourd'hui peint d'une couleur turquoise reconnaissable qui en fait un symbole de la localité voire de La Réunion dans son ensemble : il est notamment apparu en couverture du Guide du routard couvrant la destination pour l'année 2005.
Son nom fait référence au surnom de son ancien propriétaire, Emmanuel Sidambarom-Sévagamy, dit Loulou, qui la transforme en restaurant après la Seconde Guerre mondiale.

Le bâtiment a été entièrement détruit dans un incendie le 10 avril 2024
Il faudrait donc changer la photo de la vue au  lieu de laisser celle de 2006 qui ne signifie plus rien !!!